# Milícia Muçulmana de Sandžak
A Milícia Muçulmana de Sandžak  foi estabelecida em Sandžak e no leste da Herzegovina, na Iugoslávia ocupada pelo Eixo, entre abril ou junho e agosto de 1941, durante a Segunda Guerra Mundial. Esteve sob o controlo do Estado Independente da Croácia até setembro de 1941, quando as forças italianas gradualmente o colocaram sob o seu comando e estabeleceram unidades adicionais não só em Sandžak, mas também no leste da Herzegovina. Após a capitulação da Itália em setembro de 1943, foi colocado sob controle alemão, enquanto algumas de suas unidades foram fundidas com três batalhões de tropas colaboracionistas albanesas para estabelecer o "SS Polizei-Selbstschutz-Regiment Sandschak" sob o comando do oficial sênior da Waffen-SS, Karl von Krempler.
A Milícia Muçulmana de Sandžak tinha cerca de 2.000 homens em forças permanentes e forças auxiliares adicionais a nível local. Seus comandantes notáveis incluem Hasan Zvizdić, Husein Rovčanin, Sulejman Pačariz, Ćazim Sijarić, Selim Juković, Bilall Dreshaj, Ćamil Hasanagić e Galjan Lukač.  
Foi um dos três grupos armados, além dos Chetniks e dos Partisans Iugoslavos, que operaram em Sandžak durante a Segunda Guerra Mundial e se envolveram em violentos combates destrutivos.  A milícia participou na repressão da Revolta em Montenegro. Após a supressão da revolta, a milícia continuou a lutar contra os guerrilheiros iugoslavos, mas algumas das suas unidades também continuaram com ataques aos sérvios em Sandžak e no leste da Herzegovina. Segundo fontes alemãs e croatas, o tamanho da milícia muçulmana em Abril de 1943 era entre 8.000 e 12.000 homens. 

## Contexto
Sandžak é uma região montanhosa situada ao longo da fronteira entre a atual Sérvia e Montenegro. Uma minoria muçulmana significativa faz parte da população da região desde a anexação do Despotado Sérvio pelo Império Otomano em 1459. Uma história de ódio, assédio frequente e violência ocasional dirigida contra os bosníacos pelos seus vizinhos sérvios significava que eles tinham geralmente mantido um sistema de protecção mútua para vigiar as suas comunidades e propriedades.  Antes do Congresso de Berlim em 1878, os Sandžak tinham-se unido à Bósnia e Herzegovina sob o domínio otomano. 
Entre 1929 e 1941, Sandžak fez parte da Zeta Banovina (província) do Reino da Iugoslávia, cujas fronteiras, como as de cinco das outras oito banovinas, foram alteradas para garantir uma maioria sérvia que protegeria os interesses do Elite governante sérvia da Iugoslávia.  No censo de 1931, os condados de Bijelo Polje, Deževa, Mileševa, Nova Varos, Pljevlja, Priboj, Sjenica e Štavica tinham uma população combinada de 204.068, com 43 por cento (87.939) sendo muçulmanos Sandžak com um pequeno número de albaneses, e 56,5 por cento (115.260) sendo sérvios ortodoxos ou montenegrinos. 

## Reações iniciais à invasão

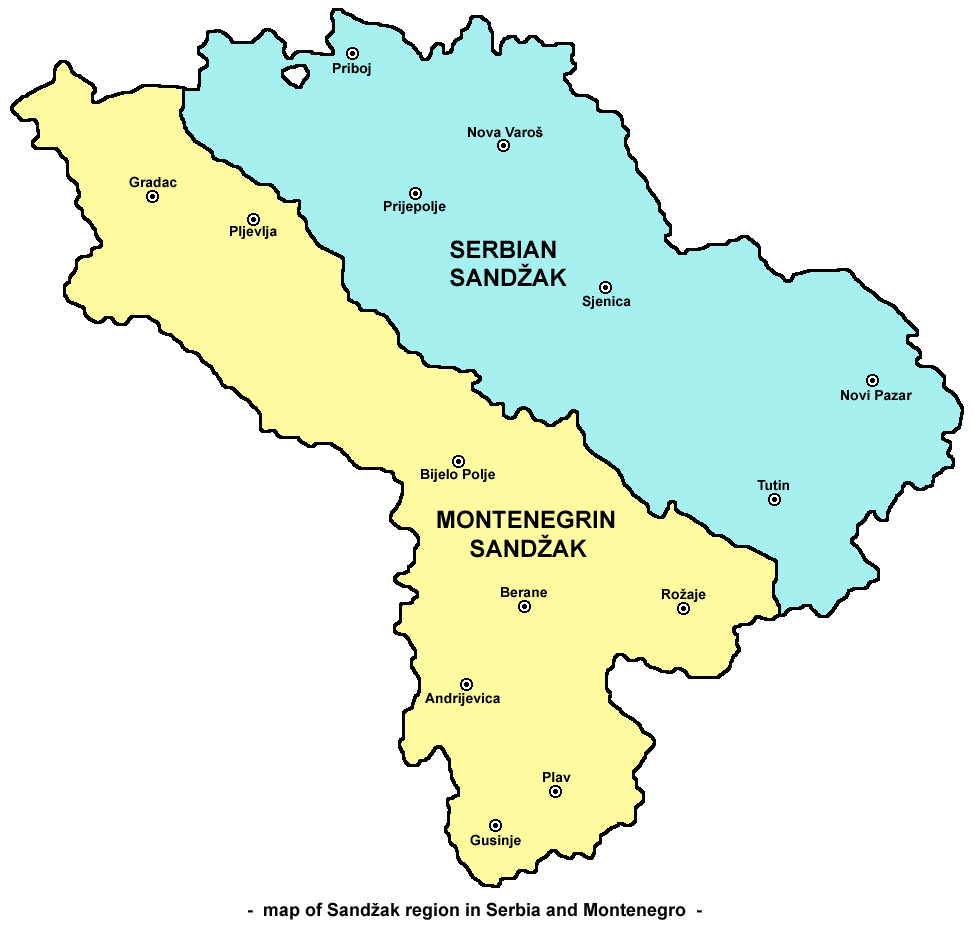
A região de Sandžak com referência às fronteiras modernas da Sérvia e Montenegro, mostrando a localização dos principais centros populacionais

Em abril de 1941, a Alemanha e seus aliados do Eixo invadiram e ocuparam a Iugoslávia.  As tropas alemãs da 8ª e 11ª Divisões Panzer entraram em Sandžak em 16 de abril e ocuparam toda a região em 19 de abril. Em todos os casos, os funcionários do condado e os gendarmes renderam-se pacificamente, mas não realizaram demonstrações de apoio aos alemães até estes chegarem.  Em Sjenica, Nova Varos, Priboj, Prijepolje e Bijelo Polje as ruas estavam desertas quando os alemães chegaram, com lojas fechadas e a maioria das pessoas dentro de casa. 
Em Novi Pazar, partes da comunidade acolheram os alemães quando tomaram conhecimento da sua abordagem a partir de Raška. Quando os alemães chegaram em 17 de abril, bandeiras alemãs com a suástica estavam sendo hasteadas e um comitê de boas-vindas saudou as tropas, incluindo o prefeito da cidade entre guerras, Aćif Hadžiahmetović, e Stjepan Fišer, Ahmet Daca e Ejup Ljajić.  Em Pljevlja, alguns elementos da comunidade, incluindo os presidentes do condado e dos municípios, encontraram-se com os alemães nos arredores da cidade e organizaram uma recepção para os receber. 
Em Prijepolje, uma reunião de homens sérvios e muçulmanos proeminentes foi convocada antes da chegada dos alemães, e durante a qual o sérvio Sreten Vukosavljević instou os sérvios e os muçulmanos a manterem boas relações e tratarem a ocupação como temporária. Somente o prefeito conheceu os alemães quando eles chegaram à cidade. Os alemães retiraram-se para Pljevlja por alguns dias, e patrulhas cada uma composta por um sérvio e um muçulmano mantiveram a lei e a ordem. 
Em 19 de abril, os alemães convocaram uma reunião de notáveis muçulmanos de Novi Pazar, Sjenica e Tutin. A reunião realizou-se no dia seguinte em Kosovska Mitrovica, e incluiu também representantes das comunidades muçulmana e albanesa de Kosovska Mitrovica, Vučitrn, Podujevo, Pristina, Peć, Istok e Drenica. Os 60 delegados presentes na reunião foram abordados pelo comandante da 60ª Divisão de Infantaria Alemã, Generalleutnant Friedrich-Georg Eberhardt, que disse à assembleia que os alemães tinham libertado os albaneses dos sérvios, e que agora estava a convidar os albaneses a assumirem o controlo do território. administração da região do Kosovo. Ele também disse que durante o avanço de sua divisão de Skopje (capital da atual Macedônia) para Kosovska Mitrovica eles viram que os sérvios chetniks haviam matado 3.000 albaneses. Ele afirmou que a região do Kosovo faria parte do território da Sérvia ocupado pelos alemães, sob um governo dominado pelos alemães em Belgrado . Esta declaração foi recebida em silêncio pétreo. Eberhardt disse então ao grupo que todos os sérvios na área do Kosovo acabariam por ser reassentados na Sérvia, e o Kosovo conteria então apenas albaneses, muçulmanos e católicos. A reunião discutiu então a situação e decidiu que as antigas estruturas e autoridades jugoslavas na região seriam desarmadas e desmanteladas e que todos os funcionários sérvios seriam demitidos. 
Assim que os líderes muçulmanos Sandžak regressaram às suas comunidades depois da reunião em Kosovska Mitrovica, instalaram membros dos seus círculos íntimos nas cidades de Novi Pazar, Sjenica e Tutin, incluindo a guarda municipal, os tribunais, a administração fiscal e os serviços postais. Isto foi então estendido às aldeias muçulmanas nesses distritos. Em Bijelo Polje e Pljevlja, os prefeitos distritais e municipais anteriores à guerra permaneceram em vigor. O distrito de Štavica foi transferido para a Albânia controlada pelos italianos. 
Depois de alguns dias, surgiram rumores em Prijepolje de que os Chetniks sérvios estavam se aproximando da cidade e a população muçulmana se preparava para se armar em legítima defesa. Um acidente com munição ocorreu durante uma reunião convocada para distribuição de armas, e quatro morreram e mais ficaram feridos. Os alemães logo chegaram para investigar e foram convencidos pelos muçulmanos pró-alemães de que os sérvios haviam causado intencionalmente a explosão. Eles prenderam não-muçulmanos, bem como pelo menos um comunista muçulmano, e os alinharam contra uma parede. Outros muçulmanos intervieram para salvá-los, dizendo aos alemães que a explosão foi causada por negligência, e não pelos sérvios.  Os alemães apenas desarmaram a gendarmaria iugoslava em Tutin e nas proximidades de Crkvine. Em todos os outros centros permitiram que os gendarmes conservassem as suas armas. 
Ao longo de Sandžak, os comunistas convenceram com sucesso uma parte da população a não entregar as suas armas aos alemães como lhes tinham sido ordenados, mas os seus esforços foram combatidos por elementos pró-alemães da comunidade que encorajaram a entrega de armas. Os alemães inicialmente permitiram que os oficiais do exército iugoslavo derrotado retornassem para suas casas, desde que se reportassem regularmente à guarnição local. O objetivo era garantir que os policiais pudessem ser facilmente localizados e internados. 

## Partição da Iugoslávia

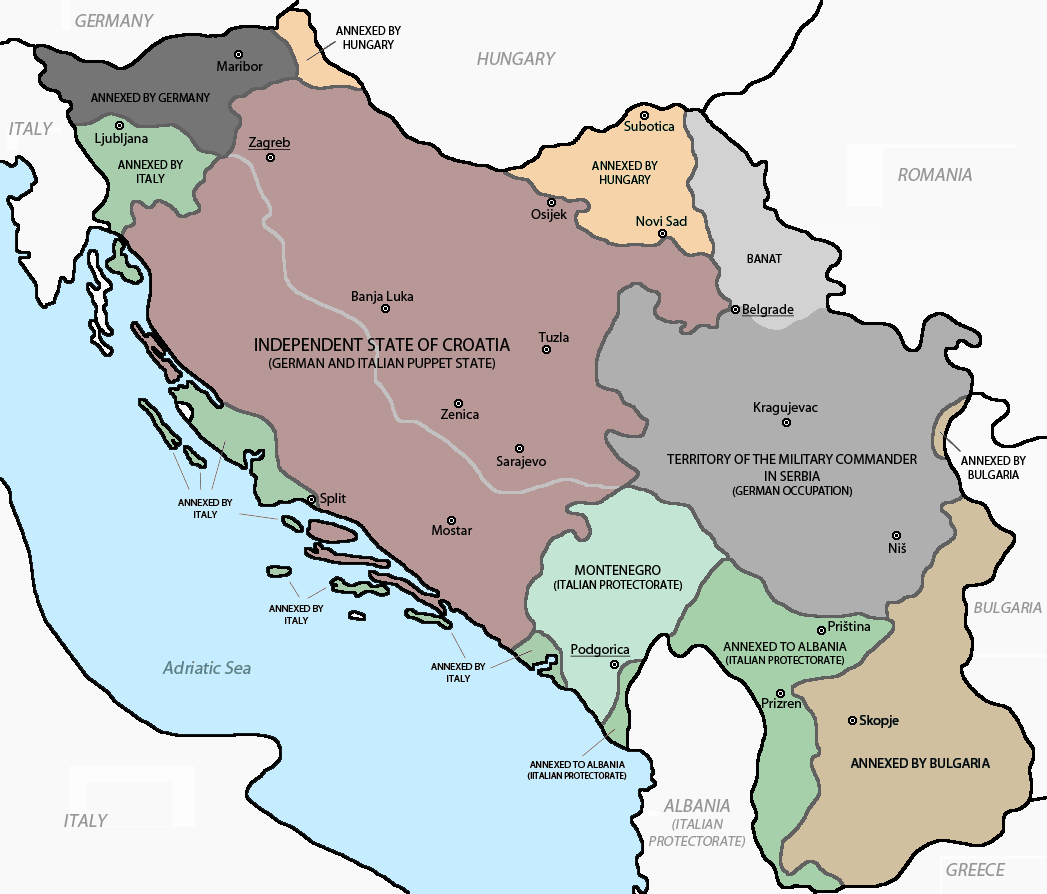
Mapa mostrando a ocupação e divisão da Iugoslávia, 1941–43. As áreas cinza escuro e claro na fronteira oriental mostram a extensão do território da Sérvia ocupado pelos alemães

A Iugoslávia logo foi dividida. Algum território iugoslavo foi anexado pelos seus vizinhos do Eixo, Hungria, Bulgária e Itália. Os italianos também ocuparam Montenegro com a intenção de estabelecer um estado vassalo, e as fronteiras deste território incluíam a maior parte dos Sandžak. Os alemães planejaram e apoiaram a criação do estado-fantoche liderado pela Ustaše, o Estado Independente da Croácia (em croata:  Nezavisna Država Hrvatska, NDH), que compreendia aproximadamente a maior parte da Banovina Croácia antes da guerra, juntamente com o resto da atual Bósnia e Herzegovina e alguns territórios adjacentes. Os italianos, húngaros e búlgaros ocuparam outras partes do território iugoslavo. 
A Alemanha não anexou nenhum território jugoslavo, mas ocupou partes do norte da atual Eslovênia e estacionou tropas de ocupação na metade norte do NDH.  O território restante, que consistia na própria Sérvia, na parte norte do Kosovo (em torno de Kosovska Mitrovica) e no Banat, foi ocupado pelos alemães e colocado sob a administração de um governo militar alemão. 

## A luta por Sandžak

### Linha de demarcação germano-italiana
A linha de demarcação entre áreas de responsabilidade alemã e italiana através da Jugoslávia ocupada foi determinada numa reunião dos ministros dos Negócios Estrangeiros alemão e italiano em Viena, de 21 a 22 de Abril de 1941. Dois dias depois, Adolf Hitler estabeleceu a fronteira inicial (conhecida como Linha de Viena) através do Sandžak ao longo da linha Priboj-Novi Pazar, com ambas as cidades caindo no lado alemão da linha.  Os alemães não foram rápidos em entregar partes da região aos italianos, mantendo as suas tropas de ocupação em todo o Sandžak, e inicialmente apenas permitindo que os italianos guarnecissem Bijelo Polje. Não estavam confiantes na capacidade dos italianos para proteger a região e não queriam contar com os colaboracionistas sérvios, pelo menos inicialmente. Embora tenham conseguido estabelecer cooperação com as autoridades muçulmanas locais em Novi Pazar e Tutin, as coisas não eram tão simples noutras cidades da região. Os principais interesses alemães em Sandžak incluíam a exploração mineral e a importante rota para a Grécia através do vale do Ibar. 

### Projetos do NDH em Sandžak
Os ideólogos Ustaše consideravam Sandžak uma parte integrante do NDH,  e queriam ocupar cidades em Montenegro e Sandžak, estabelecendo assim uma fronteira comum com a Bulgária. 
Em 29 de abril, um pelotão de tropas Ustaše chegou a Prijepolje, onde foram recebidos pelos muçulmanos locais. O comandante do pelotão fez um breve discurso e dirigiu-se a uma reunião numa escola, declarando que o Sandžak tinha sido anexado ao NDH e dizendo a todas as autoridades locais que deveriam prestar juramento ao seu novo país. Parte do pelotão estava estacionada na estação ferroviária de Uvac, perto de Sjenica, e parte foi enviada para Priboj. 
As aspirações dos Ustaše receberam um impulso adicional pelos muçulmanos Sandžak, que enviaram uma carta ao Poglavnik (líder) do NDH, Ante Pavelić, em 30 de abril de 1941. A carta, enviada via Sarajevo, afirmava que o Sandžak fazia parte económica e historicamente da Bósnia e Herzegovina, e pedia que o Sandžak fosse incorporado no NDH. Pediu também que Pavelić enviasse um destacamento da milícia Ustaše a todos os distritos de Sandžak, afirmando que tal acção contava com o total apoio dos alemães.   A carta foi assinada "em nome dos distritos de Sandžak" sem especificar quais distritos estavam representados, embora dos 38 signatários, Pljevlja e Prijepolje forneceram dez cada, seis eram de Sjenica, havia cinco cada de Priboj e Bijelo Polje, e dois de Nova Varoš. Não houve signatários de Novi Pazar ou Tutin. Durante o período imediatamente após a invasão, existiram várias correntes opostas entre os muçulmanos de Sandžak. Alguns queriam juntar-se ao NDH, outros queriam juntar-se ao protetorado italiano da Albânia, um grupo queria aliar-se ao pró-alemão Hadžiahmetović em Novi Pazar, e outros ainda queriam trabalhar com os separatistas "Verdes" montenegrinos. Esta divergência de pontos de vista reflectiu-se numa reunião em Bijelo Polje, que foi a favor da adesão ao NDH, embora uma minoria significativa apoiasse o alinhamento com Hadžiahmetović.  Na parte oriental do Sandžak, havia também um número significativo de albaneses, que agitavam o alargamento da vizinha Albânia para incluir grandes áreas do Sandžak. 

### A gendarmaria do NDH entra em ação
Em 3 de maio de 1941, um batalhão da gendarmaria NDH começou a se deslocar para Sandžak vindo de Sarajevo. Para fins de propaganda, eles usaram o fez muçulmano em vez do capacete habitual. Nos dois dias seguintes, o batalhão estabeleceu-se em Priboj, Prijepolje, Pljevlja e Nova Varos, com companhias baseadas em Uvac, Priboj, Prijepolje e Nova Varos. Os gendarmes do NDH desarmaram todos os gendarmes sérvios e trouxeram várias pessoas importantes da Bósnia, que foram nomeadas chefes de distrito e líderes da organização Juventude Ustaše. Em 5 de maio, uma companhia chegou a Pljevlja e exigiu que os alemães lhes entregassem imediatamente a cidade. Os alemães recusaram enquanto se preparavam para entregar o controle aos italianos, que deveriam assumir o controle da cidade três dias depois.  Em Nova Varos, os gendarmes do NDH tiveram uma recepção fria, sendo o comissário distrital de Ustaše um homem trazido de Višegrad, no leste da Bósnia. Em 10 de maio, os italianos ordenaram que os gendarmes do NDH saíssem de Pljevlja e desmantelaram a administração Ustaše na cidade, pois estavam preocupados com a pressão do NDH para anexar Sandžak. Por esta altura, guarnições combinadas alemãs e NDH estavam instaladas em Priboj, Prijepolje e Nova Varos, e Bijelo Polje e Pljevlja estavam sob controlo estritamente italiano. Os alemães controlavam Sjenica, Tutin e Novi Pazar. 

### Retirada das tropas alemãs
Antes de retirarem as suas tropas de Sandžak para se prepararem para a iminente invasão da União Soviética, os alemães queriam estabelecer rapidamente o controle colaboracionista sobre a área. O governo NDH viu este desenvolvimento como um benefício para a sua aspiração de anexar Sandžak.  Em 10 de maio, um grande grupo de muçulmanos de Nova Varoš escreveu a Hakija Hadžić, comissário Ustaše para a Bósnia, solicitando que ele estabelecesse uma administração naquela cidade, afirmando que embora os muçulmanos constituíssem 70 por cento da população municipal, o a cidade estava cercada por aldeias sérvias, cuja população eles temiam. 

### Mudanças na Linha de Viena
Em meados de maio, a porção Sandžak da Linha de Viena foi modificada, com a fronteira seguindo a linha Priboj-Nova Varoš-Sjenica-Novi Pazar, todas caindo no lado norte (alemão) da linha.  Em 15 de maio, uma delegação de muçulmanos de Sandžak chegou a Zagreb e entregou uma petição a Pavelić pedindo que todo Sandžak fosse anexado pelo NDH. Eles se autodenominavam "muçulmanos croatas" e afirmaram que procuravam evitar a divisão de Sandžak entre várias potências.  Houve novas mudanças na Linha de Viena em 21 de maio, quando os italianos assumiram o controle das comunidades de Rudo (no NDH), Priboj, Nova Varoš, Sjenica e Duga Poljana,  mas Novi Pazar permaneceu nas mãos dos alemães. 
Em 20 de maio, as tropas motorizadas alemãs foram retiradas de Prijepolje, Nova Varos e Priboj e substituídas por duas companhias de infantaria.  Bijelo Polje foi guarnecido por uma companhia de infantaria italiana.  Quando chegaram à cidade, os italianos foram recebidos por um grupo de "Verdes" sérvios e muçulmanos. Através de declarações desajeitadas sobre a amizade entre italianos e montenegrinos, sem mencionar os muçulmanos, os italianos ofenderam estes muçulmanos, que transferiram o seu apoio para uma aliança com o NDH. 
Apesar da formação de uma comissão germano-italiana em Novembro de 1941 para rever a linha através do Sandžak, não ocorreram mais alterações até à rendição italiana no início de Setembro de 1943. Dados os seus interesses, nem o governo do NDH nem os muçulmanos Sandžak ficaram satisfeitos com estes acordos. 

### Golpe pró-NDH em Sjenica
Em 13 de junho, na ausência de uma guarnição alemã em Sjenica, os muçulmanos pró-NDH derrubaram a administração pró-Albanesa e escreveram a Slavko Kvaternik, o Ministro das Forças Armadas do NDH, pedindo-lhe que enviasse imediatamente tropas do NDH para guarnecer a cidade. Também enviaram uma delegação a Prijepolje, pedindo ao comandante da guarnição do NDH que enviasse tropas. Ele liderou um pelotão de soldados e uma equipe de gendarmes que se estabeleceram na cidade, reunindo-se com a pequena guarnição alemã. Em julho, Duga Poljana foi transferida para o condado de Deževa e foi então controlada por Novi Pazar em vez de Sjenica. 

### Formação de grupos armados
As facções pró-NDH e pró-albanesas dentro da população muçulmana de Sandžak começaram a organizar grupos armados, o que contribuiu para uma deterioração na relação entre sérvios e muçulmanos. Alguns muçulmanos chegaram a exigir que todos os sérvios que se estabeleceram na região desde a Primeira Guerra Mundial fossem expulsos. Os sérvios reagiram fortemente a esta exigência, com os seus líderes em Pljevlja afirmando que quaisquer tentativas de tais despejos seriam combatidas pela força armada. 

## Estabelecimento da Milícia Muçulmana
Assim que a resistência jugoslava terminou, os muçulmanos Sandžak reforçaram os seus mecanismos de segurança coletiva através da reunião de voluntários armados com armas abandonadas do Exército Real Iugoslavo.  No período entre 29 de abril e 8 de maio de 1941, as forças Ustaše executaram a sua ordem de capturar Sandžak.  Entre abril  ou junho  e agosto de 1941, eles estabeleceram a milícia muçulmana Ustaše em Sandžak, com fortalezas em Brodarevo, Komaran, Hisardžik e partes de Novi Pazar, Štavički e Sjenica. 
Em 15 de maio de 1941, um grupo de muçulmanos de Pljevlja, Bijelo Polje e Prijepolje escreveu a Pavelic e expressou lealdade ao NDH, supostamente em nome de todos os muçulmanos de Sandjak. 
Desta forma, além das forças alemãs e italianas, as forças Ustaše foram estabelecidas no território de Sandžak.  Os alemães colocaram a cidade de Novi Pazar sob o controle do nacionalista albanês, apoiador do Balli Kombëtar, Aćif Hadžiahmetović. 
No território de Sandžak havia muitos destacamentos da milícia muçulmana. Todos eles lutaram contra os guerrilheiros iugoslavos durante todo o período de existência desta milícia. A milícia muçulmana tinha forças permanentes de cerca de 2.000 homens que recebiam salários e ocasionalmente mobilizavam forças que não eram pagas. Existiam também unidades auxiliares organizadas em sete destacamentos a nível municipal. 

### Revolta em Montenegro
A milícia muçulmana Sandžak participou na repressão da Revolta no Montenegro,  cometendo numerosos crimes contra os sérvios do Montenegro e os montenegrinos.  A milícia recebeu ordens de atacar aldeias sérvias e montenegrinas.  Em 19 de Julho, a milícia muçulmana participou num ataque a aldeias sérvias na margem direita do rio Lim.  Unidades da milícia muçulmana de Sjenica e Korita abriram linha de frente adicional contra os insurgentes depois que capturaram Bijelo Polje em 20 de julho de 1941.  Em 17 de agosto de 1941, a milícia matou 11 moradores na vila de Slatina, perto de Brodarevo.  Um destacamento da milícia muçulmana de Bihor comandado por Rastoder atacou os insurgentes em direção a Berane.  A milícia muçulmana de Pljevlja ajudou os italianos a queimar e saquear as casas dos insurgentes durante as represálias italianas após a Batalha de Pljevlja. 

## Administração italiana
Devido à situação instável em Montenegro, os Ustaše permaneceram em Sandžak apenas até o início de setembro de 1941.  Quando os Ustaše foram forçados a deixar Sandžak, os muçulmanos que eram aliados deles e sua milícia muçulmana  foram deixados em paz, e aliaram-se às forças de ocupação italianas.  Nas partes orientais de Sandžak, a milícia muçulmana colaborou com as forças alemãs e albanesas. 
No outono de 1941, os italianos nomearam Osman Rastoder comandante do destacamento da milícia muçulmana no alto Bihor, com sede em Petnjica.  O destacamento de milícia em Gostun foi comandado por Selim Juković.  No final de setembro de 1941, a milícia de Tutin participou no ataque a Ibarski Kolašin, predominantemente povoada por sérvios.  Em Sjenica, um rico comerciante muçulmano, Hasan Zvizdić, tornou-se governador da cidade, que armou muitos muçulmanos locais e os organizou como milícia.  Em meados de novembro de 1941, a unidade Chetnik de 40 homens foi para Kosatica tentando desarmar a milícia muçulmana comandada por Sulejman Pačariz. Os milicianos recusaram-se a entregar as armas e, na luta subsequente, dois deles foram mortos, enquanto um Chetnik ficou ferido. Para vingar a morte dos seus dois homens, a milícia muçulmana sob o comando de Pačariz atacou parte de Kosatica povoada por sérvios e capturou, torturou brutalmente e matou sete sérvios de Kosatica. 
Comandantes da milícia muçulmana (incluindo Osman Rastoder, Sulejman Pačariz, Ćazim Sijarić e Husein Rovčanin) participaram de uma conferência na aldeia de Godijeva,  e concordaram em atacar aldeias sérvias perto de Sjenica e outras partes de Sandžak.  Em 31 de março de 1942, o líder Chetnik Pavle Đurišić encontrou-se com Rastoder e ofereceu-lhe um acordo de paz entre muçulmanos e ortodoxos. Rastoder recusou o acordo proposto.  Ćazim Sijarić, Osman Rastoder e Hasan Zvizdić foram especialmente a favor da anexação da parte oriental de Sandzak ao Reino da Albânia.
No início de fevereiro de 1942, destacamentos de milícias muçulmanas de Sjenica, Prijepolje, Brodarevo e Komaran, juntamente com Chetniks sob o comando de Pavle Đurišić e forças italianas, foram planejados para atacar os guerrilheiros que estavam em retirada através de Sandžak após sua derrota em Užice. Quando Pačariz percebeu que os guerrilheiros conseguiram derrotar os chetniks, ele não se atreveu a atacar os guerrilheiros, mas decidiu mover suas forças para Sjenica para ajudar Zvizdić caso os guerrilheiros decidissem atacar a cidade novamente. 
Quando as forças italianas recapturaram Čajniče (atual Bósnia e Herzegovina) em abril de 1942, estabeleceram um destacamento de milícia muçulmana de cerca de 1.500 homens e forneceram armas a parte deles.  A milícia muçulmana em Jabuka (perto de Foča) era comandada por Husin-beg Cengić.  A milícia muçulmana em Bijelo Polje foi fundada por Ćazim Sijarić, Vehbo Bučan e Galjan Lukač.  Em abril de 1942, os italianos estabeleceram um batalhão de milícia muçulmana em Metaljka, perto de Čajniče, composto por cerca de 500 muçulmanos de aldeias perto de Pljevlja e Čajniče. Pouco depois, foi estabelecido um posto de comando da milícia muçulmana em Bukovica, perto de Pljevlja. Foi comandado por Latif Moćević, cujas unidades atacaram e mataram sérvios locais desde o final de maio de 1942.  Em Goražde e Foča, em retaliação aos assassinatos de sérvios pela milícia muçulmana, os chetniks mataram cerca de 5.000 homens, mulheres e crianças muçulmanos em no final de 1941 e em 1942. 
A Conferência de Prijepolje foi organizada em 7 e 8 de Setembro e contou com a presença de representantes políticos e religiosos da população cristã e muçulmana de Sandžak, incluindo os representantes das suas forças armadas. Todos concordaram com a resolução para resolver quaisquer disputas de forma pacífica, para permitir que todos os refugiados regressassem às suas casas e para lhes fornecer ajuda em alimentos e outras necessidades. Este acordo não foi respeitado. A sede de Chetnik continuou a receber relatórios sobre ataques muçulmanos à população sérvia.  Em dezembro de 1942, cerca de 3.000 muçulmanos atacaram a aldeia sérvia de Buđevo e várias aldeias vizinhas perto de Sjenica, queimaram casas sérvias e mataram civis sérvios.  De acordo com fontes Chetnik, os muçulmanos estavam se preparando para expulsar os sérvios que viviam no território na margem direita de Lim, Pljevlja, Čajniče e Foča.  Os chetniks montenegrinos comandados por Pavle Đurišić realizaram ataques de vingança contra os muçulmanos em Sandžak, muitos deles aldeões inocentes, com o motivo original para acertar contas com as milícias muçulmanas.    Em 7 de janeiro de 1943, a unidade comandada por Ćazim Sijarić se destacou durante o ataque dos chetniks liderados por Pavle Đurišić, que queimou muitas aldeias muçulmanas perto de Bijelo Polje.  Em 10 de janeiro de 1943, Đurišić relatou que os Chetniks sob seu comando incendiaram 33 aldeias muçulmanas em Bijelo Polje, mataram 400 membros da milícia muçulmana e também mataram cerca de 1.000 mulheres e crianças muçulmanas. Chetniks teve 14 mortos e 26 feridos.  Após o ataque subsequente dos Chetniks de Sandžak e da Bósnia a Bukovica (aldeia perto de Pljevlja), eles lutaram contra a milícia muçulmana e, de acordo com o relatório de Pavle Đurišić, mataram cerca de 1.200 combatentes e 8.000 civis.   No período de fevereiro a junho de 1943, a milícia muçulmana e as forças albanesas queimaram quase todas as aldeias sérvias em Tutin, Sjenica, Prijepolje e Novi Pazar e mataram muitas pessoas.  Segundo o historiador Professor Jozo Tomasevich, todas as circunstâncias destas "ações de limpeza" realizadas pelos Chetniks contra os muçulmanos em Sandžak foram uma implementação parcial da diretiva emitida a Đurišić por Mihailović em dezembro de 1941, que ordenou o limpeza da população muçulmana dos Sandžak.  Em julho de 1943, Draža Mihajlović propôs aos líderes da milícia muçulmana que concordassem em cooperar com os chetniks na luta contra os comunistas. Em agosto de 1943, o representante do Chetnik e os líderes muçulmanos de Deževo reuniram-se na aldeia de Pilareta e concordaram em cessar todas as hostilidades entre as forças armadas muçulmanas e os chetniks e em cooperar para lutar contra os guerrilheiros. Todas as unidades dos Chetniks em Sandžak receberam ordens de não confrontar os muçulmanos. 
Muitos comandantes de milícias muçulmanas reuniram o seu povo e expressaram publicamente a sua opinião de que os chetniks são melhores do que os guerrilheiros que consideravam ladrões. Os líderes políticos dos muçulmanos Sandžak (Aćif Hadžiahmetović) e dos albaneses (Xhafer Deva) concordaram que Sandžak deveria ser anexado pelo Estado Independente da Croácia ou dividido entre a Croácia e a Albânia. 

## Administração alemã
Após a capitulação da Itália no início de setembro de 1943, os Chetniks atacaram e capturaram muitas guarnições italianas em Sandžak. Em 11 e 12 de setembro de 1943, os Chetniks tentaram capturar Prijepolje, mas as forças alemãs apoiadas pela milícia muçulmana forçaram-nos a recuar com pesadas baixas. 
Durante a administração alemã de Sandžak, após a capitulação da Itália, cada destacamento da milícia muçulmana foi obrigado a fornecer um certo número de homens para as unidades militares alemãs.  Os comandantes da milícia muçulmana escolheram os jovens soldados mais capazes e os enviaram para Novi Pazar para serem treinados pelas tropas SS. Alguns deles foram enviados para a Frente Oriental.  Quando as forças alemãs assumiram o controle de Pljevlja dos italianos, armaram cerca de 400 membros da milícia muçulmana.  Em Sjenica, a milícia muçulmana comandada pelos alemães matou 50 chetniks.  Hasan Zvizdić equipou-os com novos uniformes alemães, permitindo-lhes manter o fez. 
Após sua nomeação para o cargo de Höhere SS-und Polizeiführer Sandschak (SS superior e líder da polícia de Sandžak) em setembro de 1943, Karl von Krempler passou a ser conhecido como o "Príncipe Sanjak" após sua formação relativamente bem-sucedida da "SS Polizei-Selbstschutz-Regiment Sandschak" (ou Regimento de Autodefesa “Sandschak”, em sérvio:  Легија Фон Кремплер). Ele foi para Sandžak em outubro e assumiu o comando da milícia voluntária local de cerca de 5.000 homens muçulmanos anticomunistas e anti-sérvios, com sede em Sjenica. Esta formação foi às vezes chamada de Kampfgruppe Krempler ou, mais ironicamente, de "Muselmanengruppe von Krempler" . Esta unidade militar foi criada pela união de três batalhões de tropas colaboracionistas albanesas com algumas unidades da milícia muçulmana.  Como o oficial sênior da Waffen-SS Karl von Krempler nomeou Hafiz Sulejman Pačariz, um clérigo islâmico local de origem albanesa como comandante formal da unidade, mas como o principal treinador militar e pessoa de contato com armas e munições alemãs, permaneceu efetivamente sob controle.  Em Bijelo Polje, a milícia muçulmana tinha dois destacamentos. Um era comandado por Ćazim Sijarić e o outro por Galjan Lukač. Ambos estavam subordinados a Krempler.  Em novembro de 1943, os alemães ordenaram aos muçulmanos e chetniks em Sandžak que cessassem as hostilidades e cooperassem unidos sob o comando alemão. Em 15 de novembro, ele ordenou a Sijarić que estabelecesse comunicação com os destacamentos locais de Chetnik e, junto com eles, um destacamento da milícia muçulmana comandado por Galijan, para atacar as forças comunistas em Bijelo Polje. Sijarić seguiu as ordens alemãs.  No final de dezembro de 1943, Rovčanin comandava a milícia muçulmana em Sandžak.  Em 3 de fevereiro de 1944, as unidades da milícia muçulmana sob o comando de Mula Jakup e também Bilall Dreshaj, Sinan Salković e Faik Bahtijarević atacaram aldeias ao redor de Kolašin. Eles foram apoiados pelas forças Balli Kombëtar de Drenica.  No início de abril de 1944, a milícia muçulmana participou na batalha contra os guerrilheiros perto de Ivanjica, juntamente com as forças alemãs, de Chetnik e de Nedic. 
Em Setembro de 1944, Tito proclamou a anistia geral, permitindo que os colaboradores mudassem de lado, e quase todos os membros mais antigos da milícia desertaram.  Em 22 de setembro de 1944, a milícia muçulmana rendeu Pljevlja aos guerrilheiros sem resistência.  Depois de serem derrotados pelos guerrilheiros durante o ataque a Sjenica em 14 de outubro, Pačariz e seu regimento deixaram Sandžak e foram para Sarajevo em novembro de 1944, onde o "SS Polizei-Selbstschutz-Regiment Sandschak" foi colocado sob o comando do general Ustaše Maks Luburić. 

## Consequências
Sulejman Pačariz foi capturado perto de Banja Luka em 1945, levado a julgamento e considerado culpado por massacres de civis. Ele foi executado como criminoso de guerra. 

#### Livros
- Banac, Ivo (1988). With Stalin Against Tito: Cominformist Splits in Yugoslav Communism. [S.l.]: Cornell University Press. ISBN 0-8014-2186-1
- Bojović, Jovan R.; Šibalić, Mijuško (1979). Durmitorska partizanska republika: materijali sa naučnog skupa održanog u Žabljaku 24, 25 i 26, avgusta 1977. godine [The Durmitor Partisan Republic: Materials from the Scientific Conference held in Zabljak, 24, 25 and 26 August 1977] (em servo-croata). Titograd, Yugoslavia: Historical Institute of the Socialist Republic of Montenegro
- Bojović, Jovan R. (1985). Prelomni događaji narodnooslobodilaćkog rata u Crnoj Gori 1943. godine: zbornik radova sa naućnog skupa održanog 19. i 20. XII 1983 (em servo-croata). Titograd, Yugoslavia: Historical Institute of the Socialist Republic of Montenegro
- Borković, Milan (1976). Србија у рату и револуцији 1941-1945. [S.l.]: Srpska književna zadruga
- Božović, Branislav; Vavić, Milorad (1991). Surova vremena na Kosovu i Metohiji: kvislinzi i kolaboracija u drugom svetskom ratu. [S.l.]: Institut za savremenu istoriju. ISBN 9788674030400
- Bulajić, Milan (2006). Jasenovac-1945-2005/06: 60/61.-godišnjica herojskog proboja zatočenika 22. aprila 1945 : dani sećanja na žrtve genocida nad jermenskim, grčkim, srpskim, jevrejskim i romskim narodima. [S.l.]: Pešić i sinovi. ISBN 978-86-7540-069-1
- Cohen, Lenard J.; Dragović-Soso, Jasna (2008). State Collapse in South-Eastern Europe: New Perspectives on Yugoslavia's Disintegration. [S.l.]: Purdue University Press. ISBN 978-1-55753-460-6
- Colić, Mladenko (1988). Pregled operacija na jugoslovenskom ratištu 1941–1945. [S.l.]: Vojnoistorijski Institut
- Ćuković, Mirko (1964). Sandžak: Na osnovu sakupljenog i obrađenog materijala knjigu napisao Mirko Ćuković. [S.l.]: Nolit
- Dedijer, Vladimir; Miletić, Antun (1990). Genocid nad Muslimanima, 1941–1945. [S.l.]: Svjetlost. ISBN 9788601015258
- Djurašinović-Kostja, Vojin (1961). Stazama proleterskim. [S.l.]: Prosveta
- Đuković, Isidor (1982). Prva šumadijska brigada. [S.l.]: Narodna knjiga
- Đurović, Milinko (1964). Ustanak naroda Jugolavije, 1941: zbornik. Pišu učesnici. [S.l.]: Vojno delo
- Fijuljanin, Muhedin (2010). Sandžački Bošnjaci: monografija. [S.l.]: Centar za Bošnjačke Studije. ISBN 978-86-85599-14-9
- Geršković, Leon (1948). Dokumenti o razvoju narodne vlasti: priručnik za izučavanje istorije narodne vlasti na fakultetima, školama i kursevima [Documents about the Development of People's Power: Manual for Studying the History of the People's Government at Universities, Schools and Courses] (em servo-croata). [S.l.]: Prosveta
- Gledović, Bogdan; Drulović, Čedo; S̆alipurović, Vukoman (1970). Treća proleterska sandžačka brigada: zbornik sećanja. [S.l.]: Vojnoizdavački zavod
- Gledović, Bogdan (1986). Četvrta sandžačka NOU brigada [Fourth Sandžak Brigade NOU] (em servo-croata). [S.l.]: Vojnoizdav. i Novin. Centar
- Glišić, Venceslav (1970). Teror i zločini nacističke Nemačke u Srbiji 1941–1944. [S.l.]: Rad
- Goldstein, Ivo (2008). Hrvatska: 1918–2008 [Croatia: 1918–2008] (em croata). [S.l.]: EPH. ISBN 9789533000961
- Hamović, Miloš (1994). Izbjeglištvo u Bosni i Hercegovini: 1941–1945. [S.l.]: Filip Višnjić. ISBN 9788673631394
- Историски записи [Historical Records]. Titograd, Yugoslavia: Historical Institute of the Socialist Republic of Montenegro. 1961
- Jovanović, Batrić (1984). Trinaesto julski ustanak. [S.l.]: NIO "Pobjeda," OOUR Izdavačko-publicistička djelatnost
- Knežević, Danilo (1969). Prilog u krvi: Pljevlja 1941–1945. [S.l.]: Opštinski odbor SUBNOR
- Kroener, Bernard R.; Müller, Rolf-Dieter; Umbreit, Hans, eds. (2000). Germany and the Second World War, Volume 5: Organization and Mobilization of the German Sphere of Power. Part I. Wartime Administration, Economy, and Manpower Resources 1939-1941. 5. New York, New York: Oxford University Press. ISBN 978-0-19-822887-5
- Kuprešanin, Veljko (1982). Revolucionarni likovi Beograda. [S.l.]: Istorijski arhiv grada
- Lakić, Zoran (1963). Narodnooslobodilačka borba u Crnoj Gori, 1941–1945: hronologija događaja. [S.l.: s.n.]
- Lakić, Zoran (2009). Istorija Pljevalja. [S.l.]: Opština Pljevalja
- Lampe, John R. (28 de março de 2000). Yugoslavia as History: Twice There Was a Country. [S.l.]: Cambridge University Press. ISBN 978-0-521-77401-7
- Jovan Marjanović; Venceslav Glišić; Milan Borković, eds. (1972). NOR i revolucija u Srbiji, 1941-1945: naučni skup posvećen 30-godišnjici ustanka, održan na Zlatiboru 25-26 septembra 1971. [S.l.]: Institut za istoriju radničkog pokreta Srbije
- Mojzes, Paul (2011). Balkan Genocides: Holocaust and Ethnic Cleansing in the 20th Century. Plymouth: Rowman and Littlefield Publishers. ISBN 9781442206632
- Morrison, Kenneth (2008). Political and Religious Conflict in the Sandzak. [S.l.]: Conflict Studies Research Centre. ISBN 978-1-905962-45-7
- Morrison, Kenneth (2009). Montenegro: a modern history. [S.l.]: I.B. Tauris. ISBN 978-1-84511-710-8
- Muñoz, Antonio J. (2001). The East Came West: Muslim, Hindu and Buddhist Volunteers in the German Armed Forces, 1941–1945. New York, New York: Axis Europa Books. ISBN 978-1-891227-39-4
- Pajović, Radoje (1977). Pavle Đurišić (em servo-croata). Zagreb, Yugoslavia: Centar za informacije i publicitet. ISBN 978-86-7125-006-1
- Pantelić, Ivan (1988). Руковођење народноослободилачком борбом и револуцијом у Србији 1941-1945. Belgrade: Vojnoizdavački i novinski centar
- Radaković, Petko (1981). «Muslimanska milicija u službi okupatora». Užička Republika, Zapisi i sećanja – I (em sérvio). Užice: Muzej ustanka 1941
- Redžić, Vučeta (2002). Građanski rat u Crnoj Gori: Dešavanja od sredine 1942. godine do sredine 1945. godine. [S.l.]: Stupovi
- Sedlar, Jean W. (1 de setembro de 2007). The Axis empire in southeast Europe, 1939–1945. [S.l.]: Booklocker.com. ISBN 978-1-60145-297-9
- Stanković, Milivoje (1983). Prvi šumadijski partizanski odred. [S.l.]: Narodna knjiga
- Tepić, Ibrahim (1998). Bosna i Hercegovina od najstarijih vremena do kraja Drugog svjetskog rata. [S.l.]: Bosanski kulturni centar. ISBN 9789958700002
- Tomasevich, Jozo (1975). War and Revolution in Yugoslavia, 1941–1945: The Chetniks. Stanford, California: Stanford University Press. ISBN 978-0-8047-0857-9
- Tomasevich, Jozo (2001). War and Revolution in Yugoslavia, 1941–1945: Occupation and Collaboration. Stanford: Stanford University Press. ISBN 978-0-8047-3615-2
- Tucaković, Šemso (1995). Srpski zločini nad Bošnjacima-muslimanima: 1941–1945. [S.l.]: El-Kalem i OKO
- Vasović, Milorad S. (2009). Istorija Pljevlja. [S.l.]: Opština Pljevlja. ISBN 978-9940-512-03-3
- Veruović, Milorad (1969). Polimska viđenja. [S.l.]: Savez udruženja boraca narodnooslobodilačkog rata

### Revistas, artigos e jornais
- DeZeng, H.L. (1996). «The Moslem Militia and Legion of the Sandjak». Axis Europa Magazine. 2/3 (9)
- Vojno-istoriski glasnik [Military History Gazette]. [S.l.: s.n.] 1989
- Politika NIN. [S.l.]: Politika. 1990
- Janjetović, Zoran (2012). «Borders of the German occupation zone in Serbia 1941–1944» (PDF). Serbian Academy of Sciences and Arts. Journal of the Geographical Institute Jovan Cvijic. 62 (2): 93–115. doi:10.2298/IJGI1202093J
- «Serbia's Sandzak: Still Forgotten» (PDF). Crisis Group Europe Report. International Crisis Group. 8 de abril de 2005. Consultado em 8 de junho de 2014. Arquivado do original (PDF) em 4 de março de 2016
- Glasnik Rijaseta Islamske zajednice u Bosni i Hercegovini [Bulletin of the Islamic Community Library in Bosnia and Herzegovina] (em bósnio). [S.l.]: Islamic Community in Bosnia and Herzegovina. 2007
- «МУСЛИМАНСКА МИЛИЦИЈА У СЛУЖБИ ОКУПАТОРА» [Muslim Militia Serving the Occupier] (PDF). Zbornik dokumenata i podataka o narodnooslobodilačkom ratu jugoslovenskih naroda [Collection of Documents and Data of the National Liberation War of the Yugoslav Peoples] (em servo-croata). Belgrade, Yugoslavia: Vojnoistorijski institut. 1956. pp. 660–663
- NOR i revolucija u Srbiji, 1941–1945: naučni skup posvećen 30-godišnjici ustanka, održan na Zlatiboru 25–26 septembra 1971 [NOR and Revolution in Serbia, 1941–1945: Scientific Conference devoted to the 30th Anniversary of the Uprising, Zlatibor 25–26 September 1971] (em servo-croata). [S.l.]: Institut za istoriju radničkog pokreta Srbije. 1972